# Gabriel Schachinger

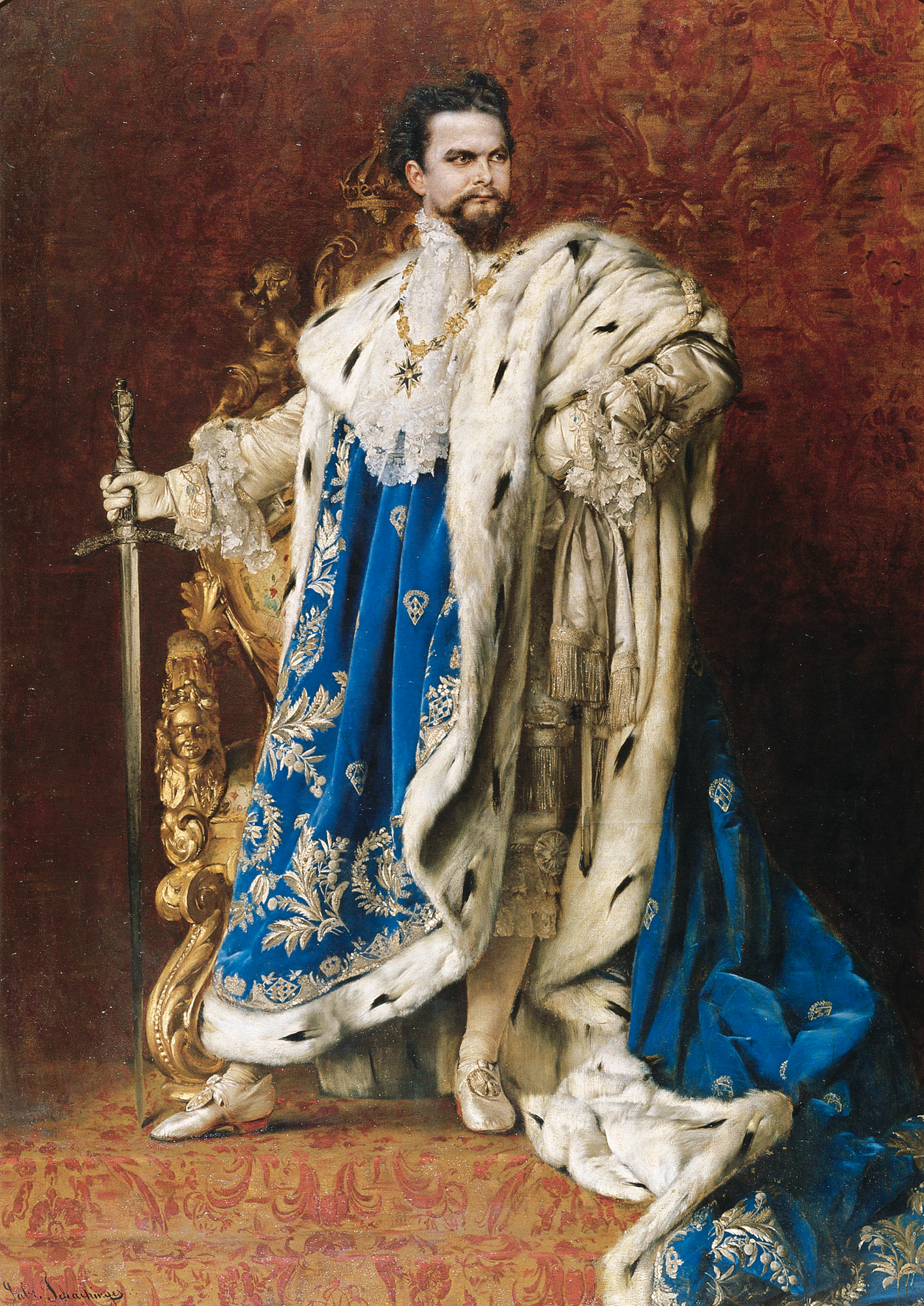
Retrato de Luís II da Baviera como o Grão-Mestre da Ordem dos Cavaleiros de São Jorge(concluído em 1887),feito por Gabriel Schachinger.

Gabriel Schachinger (Munique, 31 de março de 1850 -  Eglfing, 9 de maio de 1912) foi um pintor alemão.

## Sua vida e trabalho
Gabriel Schachinger estudou na Academia de Belas Artes de Munique e recebeu sua formação artística de outros pintores como Hermann Anschütz,Alexander von Wagner e Karl von Piloty.
Schachinger estabeleceu em Munique,seus trabalhos mais importantes incluindo pinturas do teto em Kurhaus Wiesbaden na cidade de Wiesbaden e outra no Teatro Nacional.Se especializou-se em pinturas,especialmente em retratos.Seu mais famoso trabalho foi em 1887, uma pintura do Rei Luís II da Baviera onde fica no Museu de Herrenchiemsee.
A sua filha Irene Schachinger era uma cantora de ópera e de concerto, o seu filho Walter Schachinger foi um pintor e maestro.